# Red Right Hand
„Red Right Hand“ je píseň australské rockové skupiny Nick Cave and the Bad Seeds. Pochází z její osmého alba Let Love In, které vyšlo v dubnu 1994. Autory písně jsou Mick Harvey, Nick Cave a Thomas Wydler a původní nahrávku produkoval Tony Cohen. Kapela píseň zahrála při několika stovkách koncertů a jde o jednu z nejčastěji hraných písní při jejích vystoupeních. Svůj název dostala z básně Ztracený ráj od Johna Miltona. V roce 2019 nahrál coververzi písně americký rapper Snoop Dogg pro seriál Peaky Blinders. Vlastní verze písně dále hráli například Iggy Pop a Arctic Monkeys.